# ناوك مثال خانم أفندي
ناوك مثال خانم أفندي هي زوجة السلطان العثماني عبد المجيد الأول. وُلدت في 1827 في شمال القوقاز، وتوفيت في 5 أغسطس 1854 في إسطنبول.